# Carcelia forcipata
Carcelia forcipata là một loài ruồi trong họ Tachinidae.